# Molophilus perpendicularis
Molophilus perpendicularis là một loài ruồi trong họ Limoniidae. Chúng phân bố ở miền Australasia.